# Алаколь (Денисовский район)
Алаколь (каз. Алакөл) — упразднённое село в Денисовском районе Костанайской области Казахстана. Входило в состав Аршалинского сельского округа. Исключено из учётных данных в 2017 году. Код КАТО — 394035200.

## География
Находилось примерно в 63 км к северо-западу от районного центра, села Денисовка.

## Население
В 1999 году население села составляло 202 человека (104 мужчины и 98 женщин). По данным переписи 2009 года в селе проживало 40 человек (24 мужчины и 16 женщин).